# Leberecht von Kotze

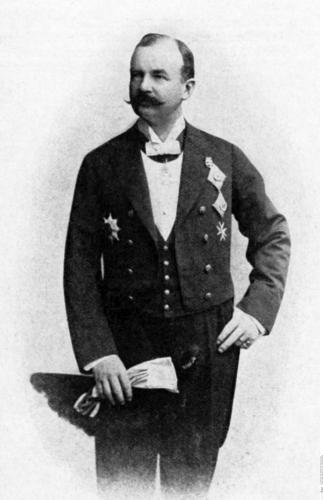
Leberecht von Kotze, etwa 1895

Hans Louis Karl Leberecht von Kotze, Taufname und eigene Schreibweise Lebrecht von Kotze, (* 6. Juni 1850 in Berlin; † 13. September 1920 ebenda) war ein preußischer Kammerherr und Hofzeremonienmeister am deutschen Kaiserhof. In der sogenannten Kotze-Affäre wurde er zu Unrecht als Intrigant verdächtigt. Er war Rittmeister und Rechtsritter des Johanniterordens.

## Militärische Laufbahn und Familie
Leberecht von Kotze war der Sohn des Majors Ludwig von Kotze (1811–1876) und dessen Ehefrau Klara, geborene Krause (* 1827). Vor seiner Tätigkeit am kaiserlichen Hof absolvierte Kotze eine militärische Laufbahn bei der Kavallerie des preußischen Heeres und schied als Rittmeister aus dem aktiven Dienst.
Am 8. Januar 1879 heiratete er in Friedrichsfelde Elisabeth von Treskow (1860–1922). Das Paar hatte eine Tochter, Ursula von Kotze (1883–1971).

## Kotze-Affäre
Kotze, als Hofzeremonienmeister für das kaiserliche Zeremoniell zuständig, wurde aufgrund fragwürdiger Indizien verdächtigt, Urheber der pornographischen Briefe zu sein, die seit 1891 bei Mitgliedern der Berliner Hofgesellschaft und Angehörigen des preußischen Königshauses eingingen. Die daraufhin eingeleiteten Untersuchungen konnten seine Schuld jedoch nicht feststellen, und im folgenden Militärgerichtsverfahren wurde er mangels Beweisen freigesprochen. Da einige Mitglieder der Hofgesellschaft die Ermittlungen auf eigene Faust fortsetzten, forderte er 1895 Genugtuung und duellierte sich mit den beiden Hauptverantwortlichen Karl von Schrader und Hugo von Reischach. 1896 kam es zu einem weiteren Duell zwischen von Kotze und von Schrader, bei dem letzterer starb.
Ein Militärgericht verurteilte Kotze daraufhin im Juni 1896 wegen „Tötung im Zweikampf“ zu zwei Jahren und drei Monaten Festungshaft. Bereits nach wenigen Monaten wurde der auf der Festung Glatz inhaftierte Kotze vom Kaiser begnadigt. Infolge des Skandals ging seine Ehe in die Brüche. Schließlich zog sich Kotze auf sein Gut in Schreiberhau im Riesengebirge zurück.
1996 arbeitete der deutsche Historiker Tobias C. Bringmann nach Archivfunden im Geheimen Staatsarchiv Preußischer Kulturbesitz die Affäre um Leberecht von Kotze auf und behandelte sie in seiner Freiburger Dissertation. Seither sind verschiedene populärwissenschaftliche Betrachtungen erschienen. Kurz danach beschäftigte sich auch der englische Historiker John C. G. Röhl in seiner großen Biografie Wilhelms II. ausführlich mit der Kotze-Affäre, wobei er bei identischer Hinleitung in der Urheberfrage der anonymen Schreiben zu einem anderen Ergebnis kommt als Bringmann. Es bleibt eine Beweisführung nach Indizien; die Urheberschaft kann bis heute nicht zweifelsfrei belegt werden. Gesichert scheint, dass es der für die Affäre namensgebende Leberecht von Kotze nicht gewesen sein konnte; dies belegen sowohl Bringmanns als auch Röhls Arbeiten.

## Tod und Grabstätte
Leberecht von Kotze starb 1920 im Alter von 70 Jahren in Berlin und wurde auf dem Alten St.-Matthäus-Kirchhof in Schöneberg beigesetzt. Das Grab ist nicht erhalten.